# Четническа акция на Македонския комитет
Четническата акция е организирано от Македонския комитет въоръжено нахлуване на чети от България в намиращата се под османска власт Македония през юни – август 1895 година, с което се цели да се предизвика всеобщо въстание в областта и да се привлече вниманието на Великите сили към неизпълнените член 23 и 62 от Берлинския договор, обещаващи реформи в Европейска Турция.

## Организация
Решението за Четническата акция е взето на I македонски конгрес през март 1895 година в София, на който се създава Македонската организация, начело с Македонския комитет. Акцията е организирана и осъществена със знанието на правителството на Константин Стоилов и княз Фердинанд I, като комитетът смята да използва влошения имидж на Османската империя в Европа след арменските кланета. Оръжие и боеприпаси са осигурени от българското военно министерство.
Македонският комитет привлича около 40 действащи и запасни офицери от българската армия, както и някои стари хайдушки войводи от Македония като Георги Кацарея, Никола Геройски, Кочо Муструка, Кочо Лютата, Димо Дедото, Дончо Златков, Никола Ризов и Стойо Костов. Броят на четниците е около 800 души, разделени на 7 – 8 чети и четири отряда:
- Струмишка дружина от около 160 души, начело с поручик Петър Начев. В отряда влиза и Михаил Апостолов.[4]

- „Пирин планина“ от около 150 души, начело с Кочо Лютата и военни ръководители капитан Тодор Матров и поручик Антон Бузуков.[5] В отряда влизат и Иван Топчев[6] и Спиро Костов.[7]

- Трета Сярска дружина от около 200 души, начело с дядо Стойо Костов от Скрижово и военни ръководители капитан Еню Димитров и поручик Тома Давидов. В отряда влизат и поручик Димитър Думбалаков,[8] офицерът Димитър Жостов, Георги Гюров (бъдещият Марко Лерински), както и Яне Сандански.

- Четвърти отряд от 65 души, начело с подпоручик Борис Сарафов, в който влизат четите на Никола Ризов, Кочо Муструка и Анго Костадинов. В отряда влизат и Кръстьо Българията[9] и Ангел Малински.[10]

Към началото на юни 1895 година четите се съсредоточават по границата.
| Офицери от Българската армия в Четническата акция | Офицери от Българската армия в Четническата акция | Офицери от Българската армия в Четническата акция | Офицери от Българската армия в Четническата акция | Офицери от Българската армия в Четническата акция |
| Име                                               | Звание                                            | Числящ се в                                       | Родно място                                       | Години                                            |
| ------------------------------------------------- | ------------------------------------------------- | ------------------------------------------------- | ------------------------------------------------- | ------------------------------------------------- |
| 1. Антон Бузуков                                  | поручик                                           | Шести пехотен търновски полк                      | Кортен                                            | 1869 – ?                                          |
| 2. Йордан Венедиков                               | подпоручик                                        | Първи конен полк                                  | Баня                                              | 1871 – 1957                                       |
| 3. Стойчо Гаруфалов                               | подпоручик                                        | Шести пехотен търновски полк                      | Малко Търново                                     | 1868 – 1924                                       |
| 4. Еню Димитриев                                  | капитан                                           | Осми пехотен приморски полк                       | Сливен                                            | 1860 – ?                                          |
| 5. Тома Давидов                                   | поручик                                           | Шестнадесети пехотен ловчански полк               | Ловеч                                             | 1868 – 1903                                       |
| 6. Димитър Думбалаков                             | подпоручик                                        | Четвърти конен полк                               | Сухо                                              | 1872 –                                            |
| 7. Димитър Жостов                                 | поручик                                           | Първи конен полк                                  | Гайтаниново                                       | 1868 – 1935                                       |
| 8. Владислав Ковачев                              | подпоручик                                        | Първи пехотен софийски полк                       | Скопие                                            | 1875 – 1924                                       |
| 9. Спиро Костов                                   | подпоручик                                        |                                                   | Велес                                             | 1852 – 1931                                       |
| 10. Хараламби Луков                               | поручик                                           | Единадесети пехотен сливенски полк                | Сливен                                            | 1868 – ?                                          |
| 11. Димитър Манчев                                | подпоручик                                        | Осми пехотен приморски полк                       | Пазарджик                                         | 1869 – ?                                          |
| 12. Тодор Матров                                  | капитан                                           | Трети артилерийски полк                           | Лясковец                                          | 1865 – 1905                                       |
| 13. Васил Мутафов                                 | поручик                                           | Военно училище                                    | Шумен                                             | 1869 – 1895                                       |
| 14. Петър Начев                                   | поручик                                           | Втори артилерийски полк                           | Сливен                                            | 1869 – 1895                                       |
| 15. Иван Пожарлиев                                | подпоручик                                        | Двадесет и трети пехотен шипченски полк           | Енидже Вардар                                     | 1868 – 1943                                       |
| 16. Борис Сарафов                                 | подпоручик                                        | Първи пехотен софийски полк                       | Либяхово                                          | 1872 – 1907                                       |
| 17. Васил Спасов                                  | подпоручик                                        | Двадесет и шести пехотен пернишки полк            | Кюстендил                                         | 1868 – ?                                          |
| 18. Димитър Стоев                                 | подпоручик                                        |                                                   |                                                   |                                                   |
| 19. Йордан Стоянов                                | поручик                                           | Осми пехотен приморски полк                       | Лом                                               | 1868 – ?                                          |
| 20. Иван Топчев                                   | подпоручик                                        |                                                   | Велес                                             | 1869 – 1903                                       |

## Развой
Струмишката дружина води най-тежките сражения. Според плана тя трябва да нападне Струмица и да унищожи османското артилерийско поделение в града. Дружината минава границата при Царево село на 18 юни. Още в първата нощ на Голак поручик Начев получава сърдечна криза и за да не бъде в тежест, той се самоубива, а командването е поето от Васил Мутафов. На 21 юни при село Карагьозли дружината води сражение и дава един тежко ранен въстаник. По-късно при село Сушица е обградена от аскер и води еднодневно тежко сражение, което струва живота на осем четници. На път обратно за България при село Габрово на 7 юли отрядът е обграден и след ново тежко еднодневно сражение пробива обръча с атака, при която загиват десетки души, заедно с поручик Мутафов, много са ранени, а част от четниците се разпръсват. Част от ранените са пленени и заточени на Родос. Командването е поето от поручик Йордан Венедиков, който със сражения връща оцелелите 75 души в България.
Отряд „Пирин планина“ има за задача да подпомогне Струмишката дружина при нападението на Струмица и потегля няколко дни след нея. „Пирин планина“ се разминава със Струмишката дружина, докато тя се връща след сражението си при Сушица. Дружината се сблъсква няколко пъти с раздвижилите се османски части в района – още на отиване се сражава също над село Габрово. Със сраженията си дружината облекчава оттеглянето на Струмишката дружина.
Трети отряд, най-многобройният, се насочва към Западните Родопи. Още на влизане между Дядо Стойо и офицерите настъпва конфликт, тъй като старият харамийски войвода не се съобразява със заповедите на Комитета. По тази причина Жостов, Думбалаков и други напускат отряда и той навлиза в Османската империя без пълномощно на Комитета. Дядо Стойо превежда незабелязано отряда в т.нар. Тъмръшка република и достига до Доспат. Голямото помашко село е нападнато и опожарено, като 40 от жителите му са убити, а някои богати доспатлии са обрани – всичко противно на инструкциите, които Комитетът дава на харамийските войводи. След това дядо Стойо се отделя през нощта с 16 души и продължава към Сярско, за да отвлече един богат турски чифликчия, а останалите четници, под предводителството на Еню Димитров и Тома Давидов без жертви се завръщат в България, като водят сражения край Барутин и Тъмръш. Отрядът се съсредоточава в Батак, където на 31 юли е задържан и обезоръжен от властите.
Четвърти отряд от 45 души преминава границата на Петровден 29 юни и през Разлога навлиза в Неврокопско, а по-късно се прехвърля през Пирин в Мелнишко. В Пирин към него се присъединява четата на Анго Костадинов и отрядът нараства на 65 души. Харамийските войводи са в постоянен конфликт с офицерите около Сарафов, които се опитват да предотвратяват грабежи, за да може акцията да има чисто политически патриотичен характер. На 12 юли отрядът ненадейно напада Мелник, нахлува в града, завзема хюкюмата и телеграфната станция, които опожарява и освобождава затворниците от затвора. Взрив в полицейското управление прави престрелката по улиците кратка и войската от казармите се разбягва. Така въстаниците с цената на двама леко ранени овладяват целия град. 37 турски къщи са опожарени, някои гърци пострадват, а мелнишкият владика Константин се спасява с бягство в кадънски дрехи.
Сарафов събира първенците и им заявява в реч, че целта на акцията е освобождение на Македония и още същия ден отрядът напуска града. На връщане отрядът има продължително сражение без загуби при Влахи и на 22 юли се завръща в България.

## Последици
За българската външна политика Четническата акция е успех – тя показва на Османската империя, че македонското революционно движение е под контрола на София и може да бъде използвано при продължаващ османски отказ за признаване на легитимността на българския владетел, отпускане на берати за български владици и административни реформи. Авторитетът на България е повдигнат и това спомага за възстановяването на българо-руските отношения. По думите на Светлозар Елдъров:
| „ | Всъщност зад акцията на Върховния комитет стоят отговорни политически фактори в България, които по този начин се стремят да осигурят признаване на българския монарх княз Фердинанд от великите сили, придобиване на нови владишки берати и евентуално прокламиране на известни административни реформи в Македония. | “ |

За Македонския комитет обаче Четническата акция е очевиден неуспех, който предизвиква разногласия в организацията. Османското правителство се възползва от деянията на харамийските войводи, провежда анкета в Доспат и разпространява в европейския печат в преувеличен вид българските жестокости. Великите сили не реагират очаквано на повдигането на Македонския въпрос и вместо натиск върху Османската империя оказват натиск върху българското правителство, което трябва да инструктира окръжните управители да предотвратяват образуването на чети за Македония и Одринско. Високата порта издава ираде за реформи в европейските вилаети, които са козметични и остават на хартия.
Румъния използва Четническата акция за разтуряне на македонските дружества и за ограничаване на дейността на българските обществени и културни институции в страната.
В отчета на Върховния комитет пред Седмия македоно-одрински конгрес от 30 юли 1900 година се казва:
| „ | Импровизираното движение за Македония, в смисъл на въоръжена борба с турчина, през 1895 година посъбуди заспалите умове на българското широко и запали изгасналите сърца на юначните смели елементи из македоно-одринската емиграция. Неоспорима истина е... че 1895 година отново отвори очите им, даде импулс и направление на хората в недрата на народа по македоно-одринския въпрос. На това недоносче се дължи главно идеята да се почне една систематична деятелност за Македония и Одринско с чисто политически цели – непосредственото освобождение на Македония и Одринско. | “ |